# Rete tranviaria di Konotop
La rete tranviaria di Konotop è la tranvia che serve la città ucraina di Konotop.